# دعاء موسى
دعاء موسى (مواليد 1 مايو 1982) هي أول لاعبة تجديف مصرية تشارك في الأولمبياد، حيث مثّلت مصر في أولمبياد أثينا 2004.

## المشاركة الأولمبية

### أثينا 2004
| الرياضيّة  | الحدث | التمهيدي | التمهيدي | إعادة التأهيل | إعادة التأهيل | نصف النهائي | نصف النهائي | النهائي | النهائي |
| الرياضيّة  | الحدث | الوقت    | الترتيب  | الوقت         | الترتيب       | الوقت       | الترتيب     | الوقت   | الترتيب |
| --------- | ----- | -------- | -------- | ------------- | ------------- | ----------- | ----------- | ------- | ------- |
| دعاء موسى | فردي  | 8:26.87  | 6 R      | 8:16.57       | 5 SC/D        | 8:22.45     | 6 FD        | 8:34.80 | 24      |

الرموز: FA=نهائي A (ميدالية)؛ FB=نهائي B (بدون ميدالية)؛ FC=نهائي B C (بدون ميدالية)؛ FD=نهائي B D (بدون ميدالية)؛ FE=نهائي E (بدون ميدالية)؛ FF=نهائيB F (بدون ميدالية)؛ SA/B=نصف النهائي A/B؛ SC/D=نصف النهائي C/D؛ SE/F=نصف النهائي E/F؛ R=إعادة التأهيل

## روابط خارجية
- دعاء موسى على موقع الاتحاد الدولي للتجديف (الإنجليزية)
- دعاء موسى على موقع اللجنة الأولمبية الدولية (الإنجليزية)
- دعاء موسى على موقع أوليمبيديا (الإنجليزية)